# Józef Hudec
Józef Hudec (20. ledna 1863 Krakov – 27. nebo 28. ledna 1915 Karviná) byl rakouský politik polské národnosti z Haliče, na počátku 20. století poslanec Říšské rady.

## Biografie
Byl ženatý, měl osm dětí. Pocházel z rodiny železničního dělníka. Byl katolického vyznání. Vystudoval nižší gymnázium ve Lvově. Původní profesí byl tiskařem. Angažoval se veřejně a politicky. Zastával funkci ředitele městské nemocenské pojišťovny ve Lvově. Působil jako obecní radní ve Lvově a předseda haličského spolku tiskařů. V době svého působení v parlamentu je profesně uváděn jako ředitel nemocenské pojišťovny ve Lvově.
Působil také coby poslanec Říšské rady (celostátního parlamentu Předlitavska), kam usedl ve volbách do Říšské rady roku 1907, konaných poprvé podle všeobecného a rovného volebního práva. Byl zvolen za obvod Halič 07. Mandát obhájil ve volbách do Říšské rady roku 1911. Poslancem byl do své smrti roku 1915.
Uvádí se jako polský sociální demokrat. Po volbách roku 1907 i 1911 byl na Říšské radě členem poslaneckého Klubu polských sociálních demokratů.
Po ruském průniku do Haliče za první světové války utekl ze Lvova do Slezska. Tam zemřel v lednu 1915.